# Adolphe II de Nassau
Pour les articles homonymes, voir Adolphe de Nassau (homonymie) et Adolphe II.
Adolphe II de Nassau (en allemand Adolf von Nassau), né en 1386, décédé en 1426.
Il fut comte de Nassau-Idstein et comte de Nassau-Wiesbaden de 1393 à 1426.

## Famille
Fils de Valéran III de Nassau et de Berthe von Westerburg.
En 1418, il épousa Marguerite de Bade (décédée en 1442), (fille du margrave Bernard Ier de Bade)
Cinq enfants sont nés de cette union :
- Jean de Nassau, Comte de Nassau-Wiesbaden

- Anne de Nassau (décédée en 1465), en 1438 elle épousa Eberhard III von Eppenstein (décédé en 1466)

- Marguerite de Nassau (décédée en 1451), elle entra dans les ordres et fut abbesse à Sainte-Ursule à Nuremberg

- Adolphe II de Nassau (1422-1475), il fut Électeur-archevêque de Mayence

- Agnès de Nassau (décédée en 1485), elle épousa en 1464 Conrad VII von Bickenbach (décédé en 1483).

Adolphe II de Nassau appartint à la première branche de la Maison de Nassau, cette lignée de Nassau-Wiesbaden-Idstein appartint à la tige Valmérienne, elle s'éteignit en 1605 avec Jean Louis II de Nassau.